# Juris Kalniņš
Pour les articles homonymes, voir Kalniņš.
Juris Kalniņš, né le 8 mars 1938 et mort le 9 février 2010, est un ancien joueur soviétique de basket-ball.

## Palmarès
- Finaliste des Jeux olympiques 1964
- Médaille de bronze au championnat du monde 1963
- Champion d'Europe 1963